# Federação Portuguesa de Boxe
Die Federação Portuguesa de Boxe (FPB) ist der Dachverband für Boxen in Portugal. Die FPB hat ihren Sitz in der Lissabonner Stadtgemeinde São Jorge de Arroios, in der Avenida Duque de Ávila Nummer 9.
Die FPB gehört u. a. dem Weltverband Association Internationale de Boxe Amateure (AIBA), dem europäischen Dachverband European Boxing Confederation (EUBC), der European Boxing Union (EBU), dem Dachverband Confederação do Desporto de Portugal, und dem Comité Olímpico de Portugal, dem Nationalen Olympischen Komitee Portugals an.

## Geschichte
Als erster offizieller Boxkampf in Portugal gilt der Kampf zwischen dem US-Amerikaner Sam McVey und einem Engländer namens Drumond in Lissabon am 4. Juli 1909 vor einer großen Zahl Zuschauern. In der Folge nahmen eine Reihe Sportvereine das Boxen auf, so der Ginásio Clube Português, der Clube Arte e Sport, der Sport Cruz Quebradense und der Clube Português de Recreio e Desporto.
Im März 1914 wurde die FPB gegründet. Nachdem der Erste Weltkrieg zunächst die weitere Entwicklung hemmte, erlebte das Boxen in den 1920er Jahren in Portugal einen ersten Höhepunkt. Mit der Ankunft von Boxern aus den damaligen portugiesischen Kolonien, insbesondere aus Mosambik, erlebte das Boxen in den 40er Jahren eine weitere Zunahmen an Popularität, mit gutbesuchten Kämpfen etwa im populären Vergnügungsviertel Parque Mayer in Lissabon.
Im weiteren Verlauf verlor der Boxsport stark an Aufmerksamkeit, mit einigen wenigen Höhepunkten Ende der 50er Jahre.
1964 erzählte der Film Belarmino die Geschichte des ehemals erfolgreichen portugiesischen Boxers Belarmino Fragoso (1931–1982), ein Schlüsselwerk des Neuen Portugiesischen Films.

## Organisationsstruktur
Präsident ist Eugénio Martins Pinheiro. Neben der fünfköpfigen Verbandsleitung mit Präsident, Vizepräsident, Sekretär und Schatzmeister verfügt der Verband über eine Generalversammlung mit dreiköpfigem Vorstand (Assembleia Geral) und vier weitere Organe:
- Conselho Nacional Arbitragem (dt.: Schiedsrat, vierköpfig)
- Conselho Fiscal (dt.: Aufsichtsrat oder auch Kontrollrat, dreiköpfig)
- Conselho de Juridicional (dt.: Rechtsrat, dreiköpfig)
- Conselho Disciplinar (dt.: Disziplinarrat, dreiköpfig)

Neben dem Dachverband existieren fünf Regionalverbände:
- Associação de Boxe do Porto (Sitz in Porto)
- Associação de Boxe de Aveiro (Sitz in Aveiro)
- Associação de Boxe de Setúbal (Sitz in Setúbal)
- Associação de Boxe de Lisboa (Sitz in Lissabon)
- Associação de Boxe do Algarve (Region Algarve)